# Mithridates II de Grote
Mithridates II (Perzisch: Mehrdad) was koning van de Parthen van 124 v.Chr. tot 88 v.Chr. Tijdens zijn regering bereikte het Parthische rijk het hoogtepunt van zijn macht. Reeds in de oudheid werd Mithridates II ook wel aangeduid als Mithridates de Grote (een eer die ook Mithridates I reeds te beurt was gevallen).

## Uitbreiding van het rijk
Toen Mithridates zijn vader Artabanus I opvolgde, was het Parthische rijk in oorlog met de oprukkende Tocharen aan de oostgrens van het rijk. Bovendien hadden in het westen van het rijk verschillende gebieden zich onafhankelijk verklaard. Het leek er dan ook op dat het Parthische rijk spoedig ten onder zou gaan. Mithridates wist echter al snel af te rekenen met de Tocharen. Bovendien onderwierp hij Babylonië, dat zich ten tijde van Artabanus van Parthië had losgemaakt. Vervolgens veroverde hij grote delen van het koninkrijk Armenië door koning Artavasdes I te verslaan. Tigranes II werd als gevangene meegenomen naar Parthië. Ook nieuwe aanvallen van verschillende Skythische stammen vanuit het noorden en oosten wist hij succesvol af te slaan.
Toen in 95 v.Chr. de koning van Armenië overleed, greep Mithridates in en plaatste Tigranes II, die tot dat moment in ballingschap leefde in Parthië, op de Armeense troon, waarmee hij Armenië feitelijk tot een vazal van Parthië maakte. Korte tijd later veroverde Mithridates ook Adiabene en enkele nabijgelegen stadstaten. Hierdoor schoof de westelijke grens van het Parthische rijk op tot aan de rivier de Eufraat. Aan het einde van Mithridates' regering had het Parthische rijk de grootste omvang die het ooit heeft gehad.

## Bemoeienis met het Westen
In het westen greep Mithridates verschillende keren in bij onenigheden rondom troonopvolgingen in het Seleucidische Rijk. Aan de Eufraat stuitten de Parthen bovendien op de Romeinen. In 92 v.Chr. voerde Mithridates onderhandelingen met Lucius Cornelius Sulla, praetor van Cilicia. Hij was daarmee de eerste Parthische koning die met de Romeinen te maken had.

## Binnenlandse politiek
Er zijn aanwijzingen dat Mithridates II hervormingen doorvoerde in het bestuur van het rijk. De laatste inscripties in spijkerschrift stammen uit zijn regeringsperiode. Ook in de bouwstijl van tempels zijn verschuivingen te zien van een Babylonische architectuur naar een hellenistisch-parthische stijl.
Tegen het einde van zijn regering kreeg Mithridates te maken met binnenlandse oppositie. In Babylonië stelde Gotarzes I, een neef van Mithridates, zich op als tegenkoning. Mogelijk heeft hij na Mithridates' dood enige tijd over het gehele Parthische rijk geregeerd, maar over deze periode in de Parthische geschiedenis is bij gebrek aan bronnen te weinig bekend om harde conclusies te trekken.

## Munten
Mithridates is de eerste Parthische koning die op zijn munten de oude Perzische titel 'Koning der koningen' draagt. In later tijd zou het recht deze titel te mogen voeren een twistpunt worden tussen de koningen van Parthië en die van Armenië.
Verder neemt Mithridates op zijn munten verschillende bijnamen aan:
- ΕΠΙΦΑΝΟΣ epiphanos 'de geopenbaarde (god)', een aanduiding die op vrijwel al zijn munten voorkomt
- ΦΙΛΕΛΛΗΝΟΣ philellènos 'vriend van de Grieken'
- ΜΕΓΑΛΟΣ megalos 'de Grote'
- ΣΩΤΗΡΟΣ sootèros 'redder'